# 33734 Stephenlitt
33734 Stephenlitt este o planetă minoră (asteroid), cu un diametru de 8,84 km, din centura de asteroizi. A fost descoperită pe 14 iulie 1999 la Experimental Test Site⁠(d) de Lincoln Near-Earth Asteroid Research. 
Obiectul prezintă o orbită caracterizată de o semiaxă mare de 3,1668899 UAi, o excentricitate de 0,1, o înclinație de 5,77685 ° în raport cu ecliptica.